# 安德鲁·福赛斯
安德鲁·罗素·福赛斯（Andrew Russell Forsyth），爱丁堡皇家学会会员（1858年6月18日—1942年6月2日），福赛斯攥写了关于数学分析的重要著作，为将欧洲大陆的数学方法引入英国数学界做出贡献。

## 生平
安德鲁·福赛斯于1858年6月18日出生于苏格兰格拉斯哥，父亲约翰·福赛斯是一名在格拉斯哥造船厂工作的工程师，母亲是克里斯蒂娜·格伦。而后，约翰·福赛斯与家人一起搬到了利物浦。安德鲁在利物浦学院学习，由理查德·彭德尔伯里进行短暂地辅导。
福赛斯于1877年进入剑桥大学三一学院就读。他师从凯莱并取得了优异的成绩。在1881年毕业时，他得到了数学荣誉学位考试（Mathematical Tripos）的高级牧马人，并被选为圣三一学院院士。当他第二年离开剑桥前往利物浦大学任数学系主任时，福赛斯年仅24岁。他于1884年回到剑桥担任讲师。两年后，28岁的福赛斯当选为伦敦皇家学会成员并于1897年被授予了皇家勋章。
1893年，他出版了《复变量函数理论》（Theory of functions of a complex variable）。该书旨在将欧洲大陆数学的伟大进步带到观念陈旧的剑桥。此书一经问世就在剑桥产生巨大的影响，以至于函数理论成为了持续多年的热门话题。惠特克评价说，“…对英国数学的影响比牛顿所著的《自然科学的数学原理》依赖的任何著作都要大。”
凯莱去世后，福赛斯于1895年接替了他的职位，被任命为萨德莱里安纯粹数学教授（ Sadleirian professor of Pure Mathematics）。相比起严格的数学分析，他更倾向于对技术的掌握和对复杂公式的处理。他引领了剑桥的数学研究风格——这在同时使他受到诟病。数学家伦纳德·罗斯对福赛斯和他的著作采取了负面看法：“…这项工作比其他任何事情都更能阻碍该主题的真正发展;两代多来，它继续在人们的头脑中提出关于该理论的性质和范围的错误想法，并且由于作者有力和权威的风格，它在这方面取得了压倒性的成功。”
1902年数学家尼尔斯·亨利克·亚伯诞辰一百周年，福赛斯被奥斯陆大学授予数学博士的荣誉学位。
福赛斯于1910年被迫辞去主席职务，原因是他与物理学家查尔斯·博伊的妻子玛丽昂有一段恋情。与玛丽昂结婚后，他离开了英国，在加尔各答呆了一段时间，最终于1913年被任命为伦敦帝国理工学院的数学系主席。
1923年，他六十五岁时退休，但继续出版数学论文，直到他接近八十岁。
福赛斯于1942年6月2日在伦敦去世。

## 作品
- 微分方程论 A Treatise on Differential Equations（1885）[7]

- 复变量函数理论 Theory of Functions of a Complex Variable（1893）[8]

- 扁椭球体上的测地线 Geodesics on an oblate spheroid（1895—96） （页面存档备份，存于）[9]

- 微分方程理论六卷 Theory of Differential Equations（1890—1906） （页面存档备份，存于）[10]

- 关于曲线曲面的微分几何讲座 Lectures on the Differential Geometry of Curves and Surfaces（1912） （页面存档备份，存于）[11]

- 两复变函数理论导论讲座 Lectures Introductory to the Theory of Functions of Two Complex Variables（1914） （页面存档备份，存于）[12]

- 《微分方程论》中实例的解法 Solutions of the Examples in a Treatise on Differential Equations（1918）[13]

- 变分微积分 Calculus of Variations （1927） （页面存档备份，存于）[14]

- 四维几何 Geometry of Four Dimensions（1930）[15]

- 理想空间的内在几何 Intrinsic Geometry of Ideal Space（1935）第一卷 （页面存档备份，存于）[16]，第二卷[17]